# Lærdalsøyri
Lærdalsøyri è un villaggio della Norvegia, situato nella municipalità di Lærdal, nella contea di Vestland.